# Rifabutin
Rifabutin (Rfb) je baktericidni antibiotički lek koji se prvenstveno koristi u tretmanu tuberkuloze. Ovaj lek je semisintetički derivat rifamicina S. Njegovo dejstvo je bazirano na blokiranju DNK-zavisne RNK-polimeraze bakterija. On je efektivan protiv Gram-pozitivnih i pojedinih Gram-negativnih bakterija, kao i protiv visoko rezistantnih Mikobakterija, npr. Mycobacterium tuberculosis, M. leprae, i M. avium intracellulare.

## Spoljašnje veze
- Архивирано на веб-сајту  (25. септембар 2008).
- Архивирано на веб-сајту  (5. јул 2022)